# Rauchfang (Dampflokomotive)

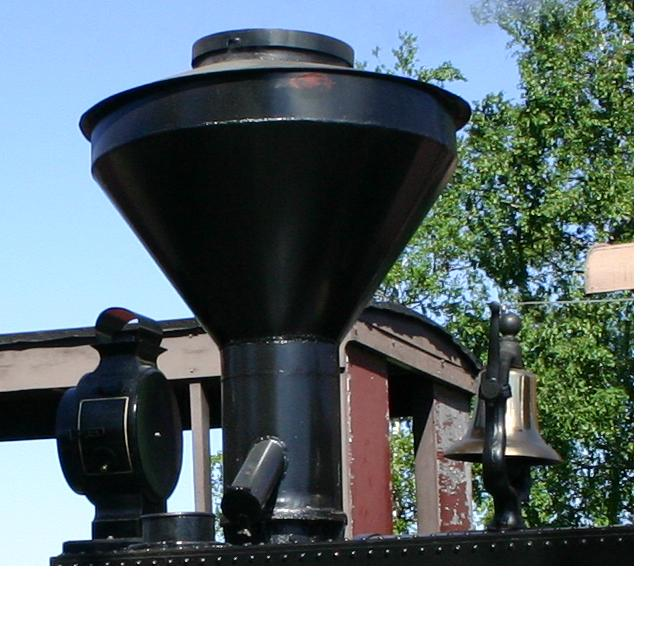
Ein typischer Funkenfängerkamin

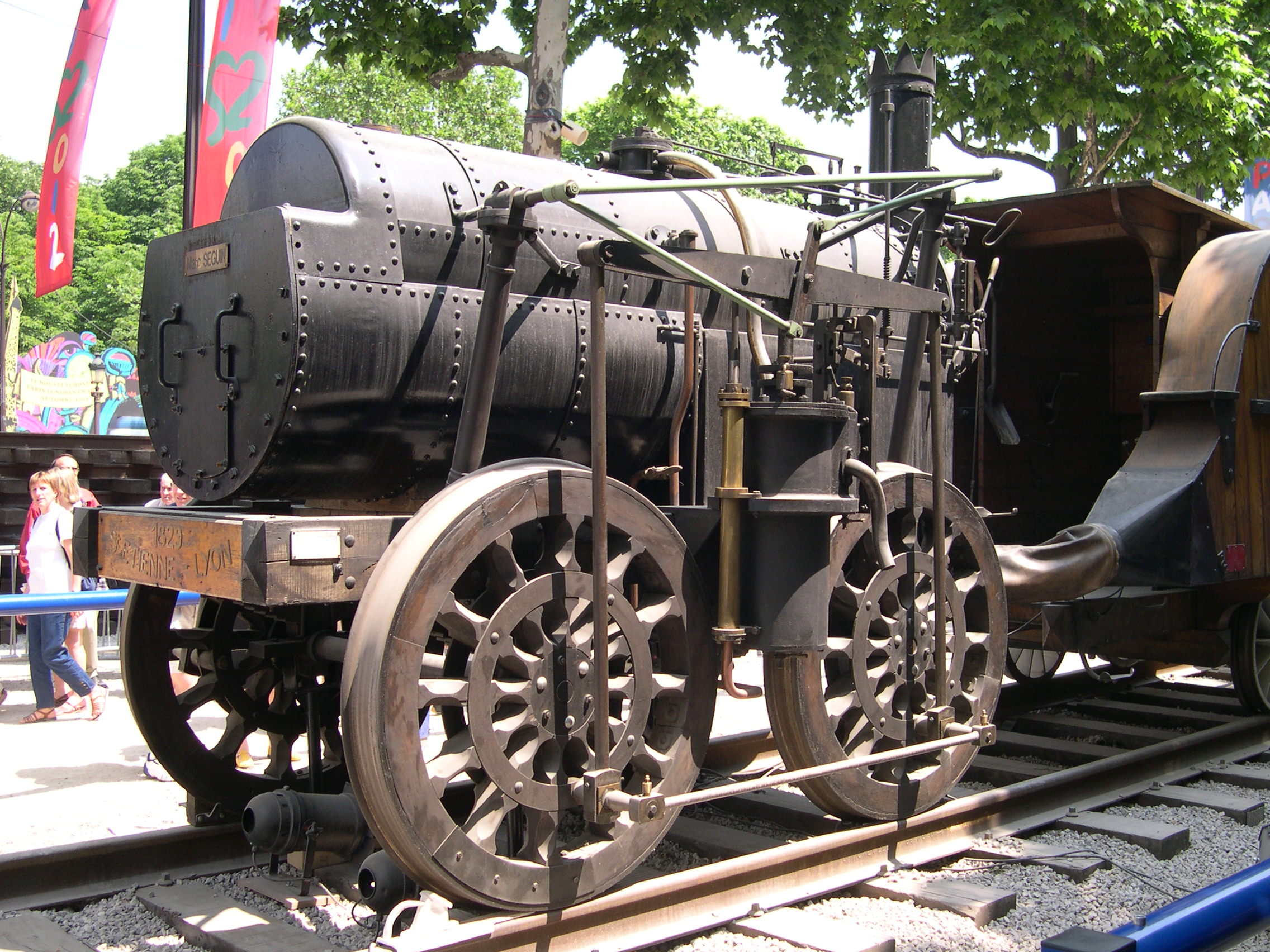
Die „Seguin“, mit hinten liegendem Rauchfang und Ventilatoren zum Anfachen des Feuers

Als Rauchfang einer Dampflokomotive bezeichnet man deren Kamin, Schlot oder Schornstein. Die Bezeichnung leitet sich vom analog gebrauchten Rauchfang bei stationären Feuerungsanlagen, etwa in  Schmieden, her.

## Bedeutung
Er befindet sich in der Regel über der Rauchkammer. Direkt darunter ist das Blasrohr und, wenn vorhanden, der Hilfsbläser platziert. Bei den ersten Dampflokomotiven war dies noch nicht der Fall, da damals die Vorteile dieser Anordnung noch nicht erkannt worden waren.
Der Rauchfang dient in erster Linie der Abführung der Rauchgase, die bei der Verbrennung des Brennstoffes entstehen. Die zusätzliche Ableitung des Abdampfes der Zylinder durch den Kamin hat technische Vorteile. Die heute übliche Platzierung auf der vom Führerstand abgewandten Seite des Kessels hat vor allem technische Gründe. Bei der Anordnung des Rauchfangs muss allerdings darauf geachtet werden, dass der Rauch, vor allem in Tunneln, über das Führerhaus hinweggeleitet wird, da ansonsten der Rauch die Sicht auf die Strecke unmöglich macht (die Rauchgase sind im Führerstand natürlich auch nicht erwünscht). Gerade dieses Problem wurde bei den Cab-Forward-Lokomotiven durch Drehen der eigentlichen Lokomotivkonstruktion gelöst.
Weil einige Brennstoffe mehr oder weniger zu Glut- und Funkenbildung neigen, die von den Rauchgasen mitgerissen werden können, ist deswegen teilweise ein Funkenfänger notwendig. Dieser kann sowohl in die Rauchkammer als auch in den Rauchfang selber eingebaut werden. Diese spezielle Bauform mit Funkenfänger im Kamin wird auch Funkenfängerkamin genannt. Dieser wird hauptsächlich bei Dampflokomotiven mit Holzfeuerung eingebaut und hat eine ausgeprägte konische Bauform. Denn holzgefeuerte Lokomotiven besitzen in der Regel zwei Funkenfänger (einen in der Rauchkammer und einen zusätzlichen im Rauchfang). Bei kohlebefeuerten Lokomotiven ist der Einbau des Funkenfängers in der Rauchkammer ausreichend, weshalb bei diesen eine fast zylindrische Bauform vorherrscht, da diese einfacher herzustellen ist. Allerdings besitzen auch diese Rauchfänge im Innern in der Regel eine leicht konische Bauform, da dadurch ein besserer Zug durch das Blasrohr erreicht werden kann.
Da die mögliche Bauhöhe des Rauchfangs begrenzt ist, kann oft kein natürlicher Luftzug entstehen, deshalb begann man Gebläse einzubauen. Anfänglich waren das zum Beispiel von den Achsen angetriebene Ventilatoren. Es zeigte sich aber schnell, dass die einfachste Lösung darin besteht, dass man den verbrauchten Dampf aus den Zylindern am besten durch den Rauchfang ableitet, und dadurch einen Unterdruck in der Rauchkammer erzeugt, der die Rauchgase aus den Heizrohren saugt und so den bei hohen Kaminen entstehenden natürlichen Zug ersetzen kann. Moderne Dampflokomotiven besitzen für den Stillstand Hilfsbläser, mit welchen die Lokomotivbesatzung den Luftzug im Rauchfang regeln kann. Bei Kondensationslokomotiven musste infolge des Fehlens des Abdampfes ein Lüfter in den Rauchfang eingebaut werden.
Der Rauchfang und das Blasrohr müssen aufeinander abgestimmt sein, da nur so eine Saugwirkung eintritt, die das Feuer durch den dadurch entstehenden Luftzug zusätzlich anfacht. Dieses Anfachen ist direkt von der Stärke des Auspuffschlages abhängig, und damit von der Arbeit des Dampfmaschine. Das Anfachen des Feuers ist somit erwünscht, regelt es doch, in gewissen Grenzen, selbsttätig die Leistung der Dampfmaschine.
Um bei höheren Geschwindigkeiten eine bessere Abführung der Rauchgase außerhalb des Rauchfang zu gewährleisten, war immer schon die Form des Rauchfangs ausschlaggebend. Anfänglich reichte eine entsprechend angepasste Krone am Kamin. Auch wurde der obere Abschluss nicht waagerecht, sondern nach vorne ansteigend abgeschnitten. Doch mit steigender Leistung und steigenden Geschwindigkeiten war dies nicht mehr ausreichend, und es wurde angefangen, zusätzlich Windleitbleche anzubringen, die den Abzug der Rauchgasse positiv beeinflussen können.